# John Little (fisico)
John Dutton Conant Little (Boston, 1º febbraio 1928 – Boston, 27 settembre 2024) è stato un fisico statunitense, per anni docente al MIT Sloan School of Management (Institute Professor e Chair Management Science).

## Biografia
Nato a Boston, conseguì una laurea in fisica presso il Massachusetts Institute of Technology nel 1948, ottenendo poi un lavoro presso la General Electric nel biennio 1948–50.  Il suo dottorato di ricerca Use of Storage Water in a Hydroelectric System fece uso della programmazione dinamica, con la consulenza di Philip M. Morse, e fu il primo ad essere attribuito nella ricerca operativa, nel 1955.
Dal 1957 al 1962 insegnò presso la Case Western Reserve University, prima di trasferirsi al MIT. Nel 1988 tenne un corso presso l'INSEAD.
Divenne noto per aver formulato la legge di Little. Era inoltre considerato il fondatore della scienza del marketing.

## Pubblicazioni
- The Use of Storage Water in a Hydroelectric System, Journal of the Operations Research Society of America, Vol. 3, No. 2 (May, 1955), pp. 187–197
- A Proof for the Queueing Formula: L=λW Operations Research: A Journal of the Institute for Operations Research and the Management Sciences, 9:383-387 (1961).
- Models and Managers: The Concept of a Decision Calculus, in Management Science: A Journal of the Institute for Operations Research and the Management Sciences, 16(8):466-4855, 1970
- Decision Support Systems for Marketing Managers (1984)
- The Marketing Information Revolution (Harvard Business School Press, 1994).  Con Robert C. Blattberg e Rashi Glazer

## Riconoscimenti
- Eletto membro della National Academy of Engineering (1989)
- Parlin and Converse Awards dall'American Marketing Association
- Lauree honoris causa presso l'University of Liege e l'University of Mons-Hainaut
- Kimball Medal presso l'Institute for Operations Research and the Management Sciences
- Membro della INFORMS e dell'American Association for the Advancement of Science
- Buck Weaver Award dal MIT Sloan School of Management (2003)